# Royal Conservatoire of Scotland

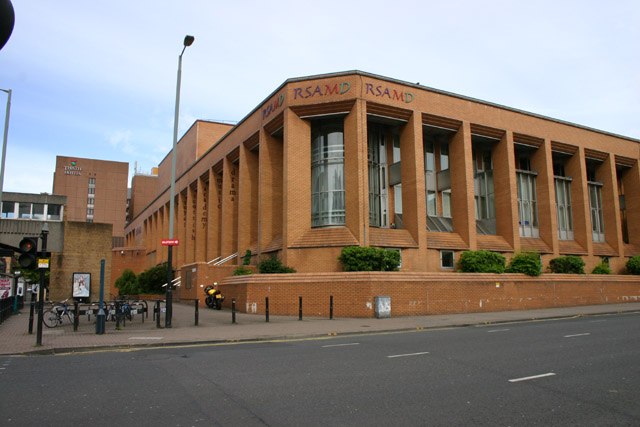
Hauptgebäude der RSAMD

Das Royal Conservatoire of Scotland (RCS, schottisch-gälisch: Conservatoire Rìoghail na h-Alba, deutsch: Königliches Konservatorium Schottlands), bis 2011 Royal Scottish Academy of Music and Drama (RSAMD), ist ein 1845 gegründetes Konservatorium für Musik, Schauspiel, Tanz, Produktion und Film im Herzen Glasgows.
Auf der Weltrangliste steht sie auf Platz 3 im Vergleich der 100 besten Hochschulen für Darstellende Künste.
1993 erhielt die RSAMD als erste künstlerische Hochschule die Akkreditierung durch den britischen Staat und damit das Recht, EU-weit gültige Prüfungen abzunehmen, Zeugnisse auszustellen und akademische Grade zu verleihen. Heute ist das RCS neben dem Lehralltag der meistgenutzte Veranstaltungsort für Darstellende Künste in ganz Schottland (über 500 öffentliche Aufführungen jedes Jahr).

## Übersicht
Hochschulrektor ist aktuell der US-amerikanische Pianist und Komponist Jeffrey Sharkey, Präsident ist Sir Cameron Mackintosh und Patron ist König Charles III. Es handelt sich um eine der ältesten und angesehensten Hochschulen der Darstellenden Künste im Vereinigten Königreich.
Im Jahr 2017 befand sich das RCS auf Platz 3 der Weltrangliste für Performing Arts (QS World University Rankings).
Bereits im Jahr 2016 wurde es in diesem Ranking der 100 besten Hochschulen auf Platz 6 geführt: Hinter Juilliard (New York City), MDW (Wien), RCM (London), Oxford University (Oxford) und RAM (London). Im Folgejahr konnte die Hochschule dann sowohl ihre academic reputation als auch die employer reputation noch einmal steigern und wurde nur noch von Julliard und RCM übertroffen, mit der RAM lag sie gleichauf.
Musikalisch-künstlerische Bildung wird in Schottland auf verschiedenen Ebenen angeboten: Bereits ab einem Alter von viereinhalb Jahren können Kinder professionellen Unterricht in Anspruch nehmen. Die weitere Ausbildung kann auf vielerlei Wegen erfolgen und auf Abschlüsse bis zum wissenschaftlichen Master oder Doktortitel hinführen. Bildungsfragen werden im Vereinigten Königreich auf Landesebene entschieden, verantwortlich ist in Schottland also die schottische Regierung. Musik gilt als wesentlicher Bestandteil der schottischen Kultur.
Im Jahr 1993 erhielt die RSAMD als erste künstlerische Hochschule staatliche Anerkennung (degree-awarding powers). Mit der Akkreditierung erhält eine Hochschule das Recht, landes- und EU-weit garantiert gültige Hochschulprüfungen abzunehmen, akademische Grade zu verleihen und Zeugnisse auszustellen; diese verleihen die gleichen Berechtigungen wie Hochschulprüfungen gleicher bzw. vergleichbarer Studiengänge an staatlichen Hochschulen.
Obgleich es einige Überschneidungen mit den Fakultäten für Musik der staatlichen Universitäten gibt, liegt der Fokus des Konservatoriums in der praktischen Herangehensweise und konkreten Berufs-/Karrierevorbereitung (entspricht in seiner Anwendungsorientierung also eher dem Konzept der deutschen Fachhochschulen). Wissenschaftliche Abschlüsse (mit Forschungsausrichtung, vgl. Universitätsabschluss) sind ebenfalls möglich, diese werden gemeinsam mit der University of St Andrews ausgestellt, der (nach Oxford und Cambridge) drittältesten Universität der Welt.
Ihren heutigen Standort an der Renfrew Street in Glasgow bezog die RSAMD im Jahr 1988. Das Gebäude wurde eigens für die Akademie und ganz nach ihren Bedürfnissen gebaut. Es beinhaltet neben den Seminarräumen auch fünf vollausgestatte Veranstaltungssäle, mehrere professionelle Tonstudios, 65 Einzelübungszimmer und Wohnraum für einen Großteil der eingeschriebenen Studenten. 2010 kam ein zweiter Campus in der Stadtmitte hinzu, um dem wachsenden Kursangebot und der gestiegenen Studentenzahl gerecht zu werden.

## Geschichte

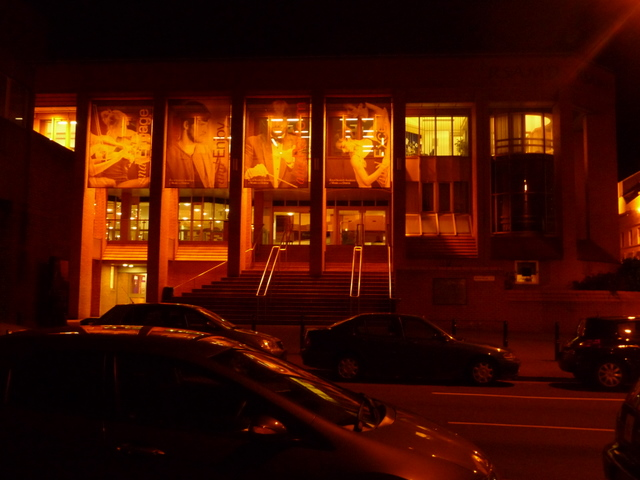
Beleuchteter Eingang zum Hauptgebäude des RCS

Die Wurzeln des Konservatoriums liegen in mehreren Organisationen und Bildungseinrichtungen. Seine Geschichte begann 1845 mit der Gründung der Glasgow Educational Association mit dem Zweck, Kurse in verschiedenen Fachrichtungen anzubieten und damit einen Wettbewerb mit der University of Glasgow herzustellen, um langfristig die Qualität des Bildungsangebotes zu steigern. Aus der Association wurde später das Glasgow Commercial College, dieses schloss sich 1847 dem Glasgow Athenaeum an. Das Glasgow Athenaeum bot seinen Schülern ein umfassendes Training in kaufmännischem Geschick, Literatur, Sprachen, Naturwissenschaften, Mathematik und Musik. Charles Dickens hielt die Einweihungsrede, in welcher er das Glasgow Athenaeum als „...an educational example and encouragement to the rest of Scotland“ bezeichnete.
1888 trennte sich der kaufmännische Lehrstuhl vom Glasgow Athenaeum und bildete das Athenaeum Commercial College, welches 1964 (nach mehreren Umbenennungen und einer größeren Zusammenführung) schließlich zur University of Strathclyde wurde. Der nichtgewerbliche Teil des Glasgow Athenaeum wurde 1890 zur Glasgow Athenaeum School of Music. Im Jahr 1928 konnten die Räumlichkeiten mit finanzieller Unterstützung durch den Philanthropen Daniel Macaulay Stevenson deutlich ausgebaut werden. Ein Jahr später erhielt die Hochschule den neuen Namen Scottish National Academy of Music, um ihre Ausrichtung und die Reichweite ihres Geltungsbereiches besser widerzuspiegeln. Erster Rektor der Akademie (1929–1941) war William Gillies Whittaker. 1944 wurde die Akademie in Royal Scottish Academy of Music umgetauft.
Die Royal Scottish Academy of Music richtete 1950 einen neuen Fachbereich für Schauspiel ein, dieser erhielt den Namen Glasgow College of Dramatic Art. Das College wurde 1962 die erste britische Schauspielschule mit einem vollausgestatteten, sendefähigen Fernsehstudio. Sechs Jahre später wurde der Lehrstuhl auch in den Namen der Akademie integriert, die fortan den Titel Royal Scottish Academy of Music and Drama (RSAMD) trug. Zeitgleich führte sie Kurse auf Universitätsniveau ein und verlieh erstmals landesweit anerkannte Hochschulabschlüsse bis zum Bachelorgrad, welche von der University of Glasgow validiert wurden. 1988 bezog die RSAMD ihren heutigen Standort an der Renfrew Street in Glasgow. Das Gebäude wurde eigens für die Akademie gebaut und bietet eine Vielzahl auf ihren speziellen Bedarf ausgerichtete Räumlichkeiten.
Im Jahr 1993 wurde die RSAMD als erste Musik-/Kunst-/Schauspielschule des Vereinigten Königreiches akkreditiert. Damit erhielt sie volle Universitätsrechte und darf Prüfungen abnehmen, Zeugnisse und Abschlüsse ausstellen, die ohne weitere Validierung mindestens europaweit gültig sind. Obwohl der Fokus der Akademie nach wie vor auf Praxisbezug liegt, sind Abschlüsse mit Forschungsausrichtung ebenfalls möglich. Diese werden in enger Zusammenarbeit mit der University of St Andrews in Fife verliehen. Die RSAMD wurde und ist eine von nur vier Konservatorien im Associated Board of the Royal Schools of Music.
Am 1. September 2011 änderte die RSAMD ihren Namen zu Royal Conservatoire of Scotland (RCS). Die Namensänderung war Ergebnis eines langen Diskussionsprozesses zwischen Rektor, Verwaltungsrat, ehemaligen und gegenwärtigen Studenten und Mitarbeitern, künstlerischen und pädagogischen Institutionen, Politikern sowie der Royal Protocol Unit.
Rektor John Wallace begründete die Namensänderung damit, das Konservatorium sei nicht länger nur eine Schauspiel- und Musikhochschule; alle Fakultäten sollten sich durch den Titel gleichermaßen repräsentiert fühlen. Abschlüsse in Digital Film & Television, Production Arts & Design, Production Technology & Management, Musical Theatre und Modern Ballet (in Zusammenarbeit mit dem Scottish Ballet) waren zum Lehrangebot hinzugefügt worden.

## Räumlichkeiten

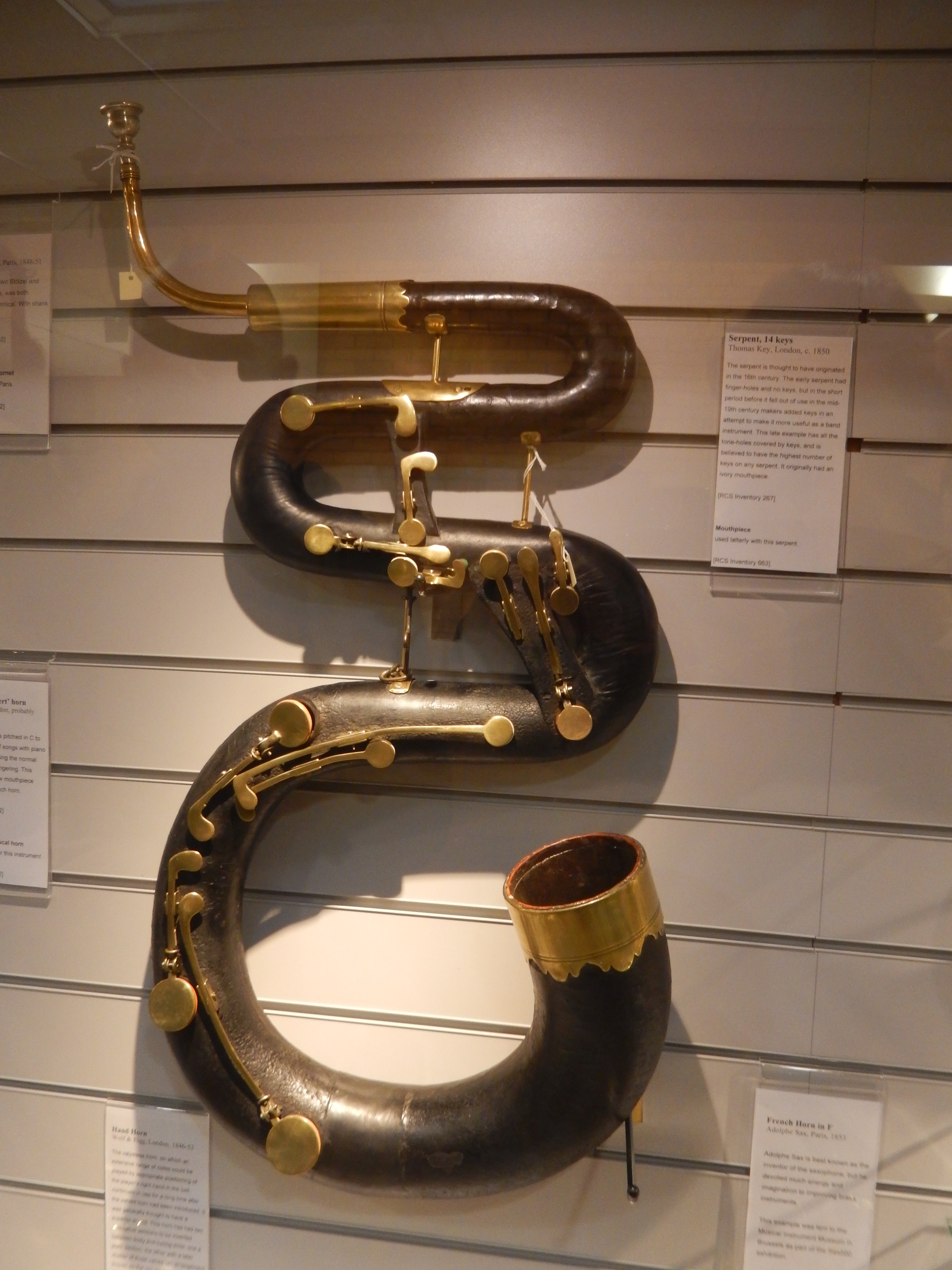
Im RCS-Instrumentenmuseum ausgestellter Serpent, historisches Blechblasinstrument von Thomas Key, 1850

Der Hauptcampus des Royal Conservatoire bietet eine Vielzahl unterschiedlicher Räumlichkeiten, darunter mehrere Veranstaltungssäle:
- Ledger Room
- Stevenson Hall
- Chandler Studio Theatre
- New Athenaeum Theatre
- Alexander Gibson Opera Studio (erbaut 1998).

Rund 65 private Übungszimmer stehen den Musikstudenten zur Verfügung, jedes ist ausgestattet mit Klavier, -hocker, Notenständer und Stühlen. Von diesen Übungsräumen sind elf den Pianisten vorbehalten, mehrere Zimmer dem Fachbereich für schottische Musik und acht der Zimmer werden permanent als Generalproberäume und für Einzelunterricht reserviert.
Im Royal Conservatoire befinden sich zudem mehrere professionelle Tonstudios, darunter ein neues Studio in der Opera School, hier können besonders große Ensembles (Orchester oder Chöre) aufgenommen werden.
In der Bühnenkonstruktion des Hauptveranstaltungssaales des RCS, dem New Athenaeum Theatre, wurde ein automatisierter Zug (automated flying system) fest verbaut. Automatische Zugsysteme können hydraulisch oder elektromotorisch betrieben werden, in beiden Fällen lässt sich der Zug von einem zentralen Bedienpult aus steuern und benötigt keine Gegengewichte. Dies ermöglicht dem Konservatorium als erster Bildungseinrichtung des Vereinigten Königreiches, ihren Bühnentechnik-Lehrplan um Kurse in Stage Automation Training zu bereichern.
2010 wurde der zweite Campus des RCS nahe Cowcaddens (Stadtzentrum) eingeweiht, er trägt nun den Namen „Wallace Studios at Speirs Locks“. Das Gebäude wurde von Malcolm Fraser entworfen, es ist hauptsächlich auf die Fächer Produktion und Modernes Ballett ausgelegt. Diese Bereiche sollten ausgelagert werden, denn der Haupt-Campus an der Renfrew Street war hinsichtlich der Raumverteilung zusehends überfordert mit dem wachsenden Kursangebot und dem gleichzeitigen Anstieg der Zulassungszahlen. 2014 wurde der neue Campus noch einmal für 2 Millionen Pfund um weitere Übungsräume und verbesserte Studentenzimmer ergänzt.
In einem umfangreichen Archiv sammelt das RCS historische Dokumente und Erinnerungsstücke sowohl bezüglich seiner eigenen Hochschulgeschichte als auch mit Hinblick auf die weitere Darbietungsgeschichte Schottlands. Hier befindet sich auch ein öffentlich zugängliches Museum, in welchem Musikinstrumente und ihre Entwicklung ausgestellt werden.

## Zahlen zu den Studierenden
Im Studienjahr 2022/2023 nannten sich von den 1260 Studenten des Royal Conservatoire of Scotland 745 weiblich (59,1 %) und 495 männlich (39,3 %). Von den 1.220 Studierenden im Studienjahr 2019/2020 waren 705 weiblich und 515 männlich. 605 kamen aus Schottland, 185 aus England, 10 aus Wales und 175 aus der EU. 2014/2015 waren es 985 Studierende gewesen.

## Fakultäten

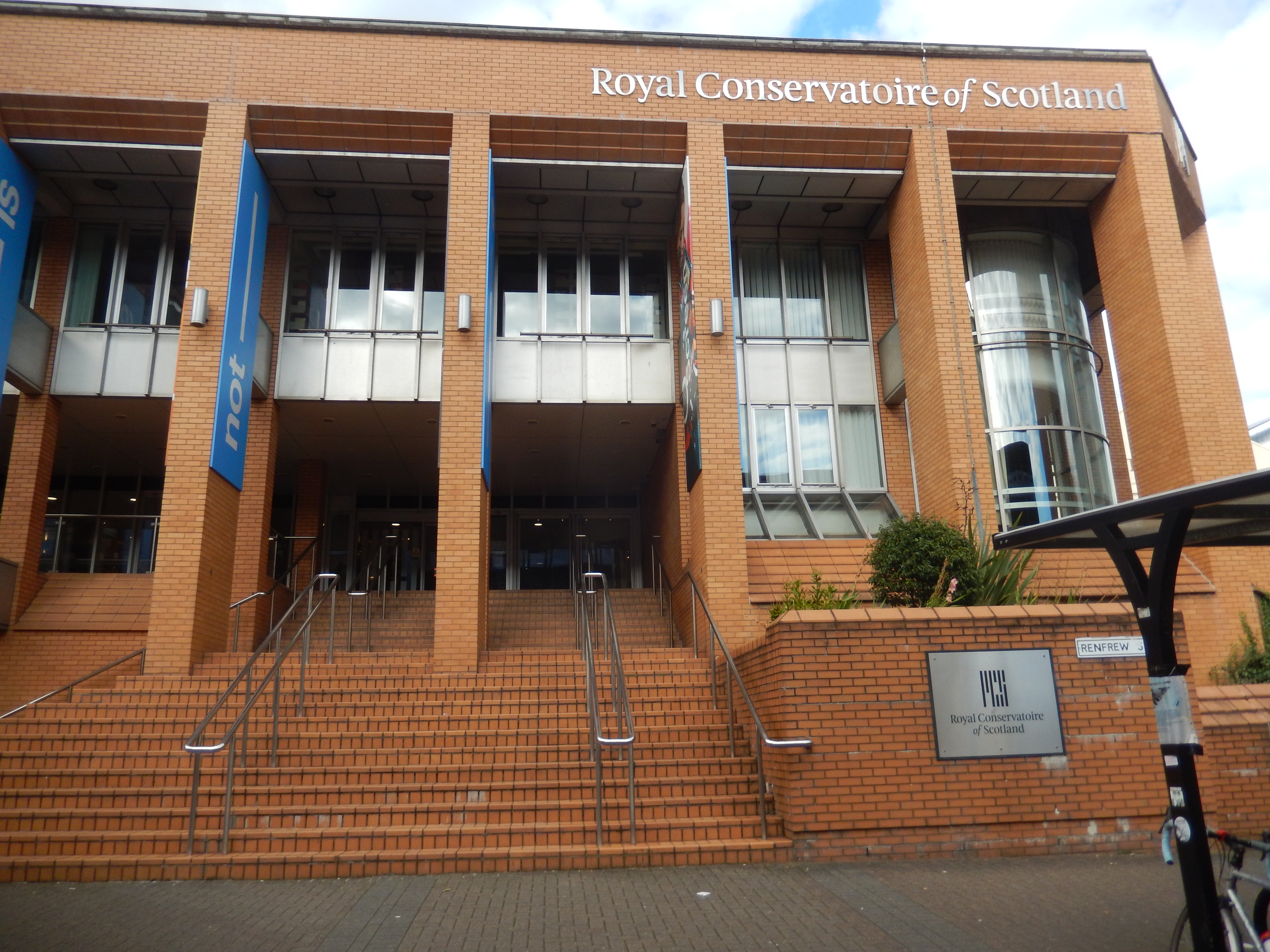
Eingang zum RCS-Hauptgebäude

### Musikhochschule
„School of Music“
- Keyboard (Tasteninstrumente wie Klavier, Keyboard u. a.)
- Education (Musikpädagogik, angeboten in Kooperation mit der Glasgow University)
- Vocal Studies (Gesangslehre)
- Opera (Oper, d. h. klassischer Gesang)
- Strings (Streichinstrumente)
- Woodwind (Holzblasinstrumente)
- Brass (Blechblasinstrumente)
- Timpani and Percussion (Timpani und Schlagwerk)
- Scottish Music (Schottische Musik)
- Composition (Komposition)
- Academic Studies (Akademische Musikwissenschaft)
- Conducting (Direktion)
- Jazz

### Theater- und Filmhochschule
„School of Drama, Dance, Production and Screen“
- Acting (Schauspiel)
- Classical and Contemporary Text (Klassischer und Moderner Text; Master-Kurs)
- Contemporary Performance Practice (Moderne Darbietungspraktik)
- Digital Film and Television (Digitaler Film und Fernsehen)
- Performance in British Sign Language and English (Darbietung in Britischer Gebärdensprache und auf Englisch)
- Production Arts and Design (Produktion – Künste und Gestaltung)
- Production Technology and Management (Produktion – Technik und Management)
- Musical Theatre (Gesang, Tanz und Schauspiel für Musical)
- Musical Theatre (s. o., Master-Kurs)
- Modern Ballet (in Zusammenarbeit mit dem Scottish Ballet, einer der vier großen britischen Ballettkompanien neben dem Royal Ballet und dem English National Ballet)

### Junior Conservatoire
Das RCS unterhält ein Jugend-Programm mit dem Namen Junior Conservatoire. Dieses bietet während der Vorlesungszeit Samstagskurse für Schüler an, etwa 250 Schüler nehmen das Angebot laufend wahr. Die Akademie richtet sich dabei insbesondere an Kinder mit überdurchschnittlichen musikalischen Fähigkeiten und besonderem Potenzial, für die Teilnahme ist eine Bewerbung mit Empfehlungsschreiben erforderlich. Empfehlungen gehen meist von Schulen, lokalen Musiklehrern, Orchester- oder Chorleitern aus. Es geht in diesem Fall also nicht darum, Kinder erst an Musik / Schauspiel / Tanz heranzuführen, sondern bereits entdeckte Talente zu fördern. Nicht wenige spätere Studenten der Hochschule hatten als Kinder und Jugendliche bereits an den Samstagskursen des Junior Conservatoire teilgenommen.
Wie die Hochschule teilt sich das Junior Conservatoire auf in die fünf Fachbereiche
- Junior Conservatoire of Music (Musik),
- Junior Conservatoire of Drama (Schauspiel),
- Junior Conservatoire of Dance (Tanz),
- Junior Conservatoire of Production (haupts. Theater-, aber auch Film- und Musikproduktion) und
- Junior Conservatoire of Screen (Film).

Ein solcher Schülersamstag beinhaltet beispielsweise im JC of Music für gewöhnlich Kurse in Musiktheorie und musicianship (Praxis) sowie Chor und Einzelunterricht (principle study lesson). Weitere Optionen sind Orchester- und Kammermusik-Proben.

## Alumni
Anmerkung: Viele tausend Studenten waren bereits am RCS eingeschrieben. Hier werden nur solche Alumni aufgeführt, die nicht nur einige Bekanntheit außerhalb Großbritanniens erlangt, sondern auch einen eigenen Artikel in der deutschsprachigen Wikipedia haben.
- Betsy Brandt (* 1973, Film- und Theaterschauspielerin)
- Alison Brie (* 1982, Filmschauspielerin)
- Jack Bruce (1943–2014, Musiker und Komponist)
- Stuart Cassells (Dudelsackspieler)
- Robert Carlyle OBE (* 1961, Filmschauspieler)
- Tom Conti (* 1941, Theater- und Filmschauspieler)
- Alan Cumming OBE (* 1965, (Musical-)Theater- und Filmschauspieler, Regisseur)
- Tony Curran (* 1969, Filmschauspieler)
- Henry Ian Cusick (* 1967, Theater- und Filmschauspieler)
- Kate Dickie (* 1971, Theater- und Filmschauspielerin)
- Patrick Doyle (* 1953, Filmkomponist, studierte Klavier und Gesang, Ehrenmitglied der RSAMD seit 2004)
- Emun Elliott (* 1983, Theater- und Filmschauspieler)
- Sheena Easton (* 1959, Sängerin, (Musical-)Theater- und Filmschauspielerin)
- James Fleet (* 1952, Theater- und Filmschauspieler)
- Laura Fraser (* 1976, Filmschauspielerin)
- Michelle Gomez (* 1966, Theater- und Filmschauspielerin)
- Stella Gonet (* 1963, Theater- und Filmschauspielerin)
- John Hannah (* 1962, Filmschauspieler)
- Sam Heughan (* 1980, Filmschauspieler)
- Denis Lawson (* 1947, Theater- und Filmschauspieler, Regisseur)
- Phyllis Logan (* 1956, Film- und Theaterschauspielerin)
- Jack Lowden (* 1990, Film- und Theaterschauspieler)
- Shauna Macdonald (* 1981, Filmschauspielerin)
- Richard Madden (* 1986, Film- und Theaterschauspieler)
- James McAvoy (* 1979, Film- und Theaterschauspieler)
- Ian McDiarmid (* 1944, Theater- und Filmschauspieler, Regisseur)
- David McVicar (* 1966, Opernregisseur)
- Colin Morgan (* 1986, Theater- und Filmschauspieler)
- Daniela Nardini (* 1968, Filmschauspielerin)
- Bill Paterson (* 1945, Theater- und Filmschauspieler)
- James Peace (* 1963, Komponist)
- Ian Richardson CBE (1934–2007, Theater- und Filmschauspieler)
- Anne Sharp (1916–2011, Opernsängerin: Koloratursopran)
- David Tennant (* 1971, Theater- und Filmschauspieler, Synchronsprecher)
- Ruby Wax (* 1953, Comedian und Theaterschauspielerin)
- Greg Wise (* 1966, Film- und (Musical-)Theaterschauspieler)
- Jayne Wisener (* 1987, Musical- und Filmschauspielerin, Sängerin)